# The B-Side Collection
The B-Side Collection(《더 B-사이드 콜렉션》)은 미국의 팝 록 밴드 마룬 5의 EP이다. 2007년 12월 18일 발매되었고, It Won't Be Soon Before Long 싱글 음반들에만 수록되었던 B-사이드 7곡이 수록되어있다. 미국 빌보드 200에서 발매 첫 주 만에 51위를 하였다.

## 수록곡
1. "Story" – 4:29 ("Makes Me Wonder" 싱글 수록)
2. "Miss You Love You" – 3:10 ("Won't Go Home Without You" 싱글 수록)
3. "Until You're Over Me" – 3:15
4. "Losing My Mind" – 3:20
5. "The Way I Was" – 4:18 ("Makes Me Wonder" 싱글 수록)
6. "Figure It Out" – 2:59
7. "Infatuation" – 4:26

## 차트 성적
| 차트 (2007년)   | 최고 순위 |
| --------------- | --------- |
| 미국 빌보드 200 | 51        |